# Frazionatore elettronico
Il frazionatore elettronico, o chopper, è un convertitore statico che permette di regolare il valore della tensione in un circuito elettrico di potenza in corrente continua.
Sebbene il principio di funzionamento sia identico a quello del Convertitore buck utilizzato negli alimentatori di bassa e media potenza per le apparecchiature elettroniche, il frazionatore elettronico fa uso di componenti elettronici di elevata potenza e di realizzazioni circuitali molto differenti.
È usato tipicamente per il controllo dei motori di trazione a corrente continua delle locomotive elettriche, anche se il suo impiego è stato progressivamente sostituito dall'inverter che alimenta motori di trazione trifase asincroni.

## Descrizione e funzionamento
Il frazionatore elettronico o chopper è un convertitore di potenza che viene utilizzato per trasformare una tensione continua in un'altra tensione continua di diverso valore, svolgendo cioè una funzione simile a quella del trasformatore nei circuiti a corrente alternata.
La regolazione viene effettuata chiudendo e aprendo in sequenza un interruttore elettronico allo scopo di fornire energia al carico soltanto durante l'intervallo di chiusura dello stesso, detto "tempo di conduzione", e di lasciarlo disconnesso dal generatore durante l'intervallo di apertura, detto "tempo di interdizione".
La somma del "tempo di conduzione" e del "tempo interdizione" è detta "periodo di commutazione" e il suo inverso "frequenza di commutazione" o "frequenza di chopping".
Il rapporto tra il "tempo di conduzione" e il "periodo di commutazione" è detto fattore di intermittenza o duty cycle.
La regolazione della tensione sul carico viene ottenuta mantenendo fisso il "periodo di commutazione" e variando il "tempo di conduzione", ottenendo un valore medio di tensione sul carico che è una funzione, tipicamente non lineare, del "fattore di intermittenza" (o duty cycle). Questo tipo di regolazione, che è quello maggiormente usato, è detto "a frequenza fissa".
Esiste inoltre un tipo di regolazione, detto "a frequenza variabile", con cui viene mantenuto costante il "tempo di conduzione" e variato il "periodo di commutazione".
I componenti base del frazionatore elettronico sono un tiristore (sostituibile con un IGBT) in serie con il generatore di tensione e un diodo in anti-parallelo al carico; quest'ultimo deve avere necessariamente una componente induttiva. Nel caso il carico fosse puramente resistivo, o la sua induttanza troppo bassa, è necessario inserirgli un induttore in serie.
Il ciclo di funzionamento è il seguente: 
- mandando in conduzione il tiristore, il carico viene alimentato alla piena tensione del generatore, provocando un passaggio di corrente che sale con una rampa la cui pendenza iniziale (detta costante di tempo) è determinata dalle componenti induttiva e resistiva del carico;
- mandando in interdizione il tiristore, la corrente che circola nel carico, che non può azzerarsi istantaneamente avendo una componente induttiva, si richiude attraverso il diodo in antiparallelo (detto diodo volano) riducendosi progressivamente con una rampa che ha la stessa costante di tempo di quella della fase di conduzione;
- mandando nuovamente in conduzione il tiristore il ciclo riprende con la corrente che torna a fluire dal generatore al carico fino alla successiva interdizione e così via.

## Campi di applicazione
Il principale campo di applicazione del frazionatore elettronico, o chopper, è la trazione elettrica ferroviaria, dove viene usato per la regolazione della velocità delle locomotive elettriche equipaggiate con motori di trazione a corrente continua.
L'uso del frazionatore elettronico nella trazione elettrica ferroviaria fu introdotto intorno agli anni settanta del XX secolo a seguito dello sviluppo industriale dei componenti elettronici di potenza, le cui prestazioni elettriche (in particolare le insufficienti correnti di esercizio e l'inadeguatezza a operare con le alte tensioni) ne avevano impedito fino ad allora l'uso per applicazioni di potenza elevata.
Il superamento di questi limiti tecnologici permise di sostituire il tradizionale azionamento elettromeccanico dei motori di trazione a corrente continua, caratterizzato dalla necessità di fare ricorso alle combinazioni in serie e parallelo dei motori con la progressiva disinserzione del reostato di avviamento, con un sistema in grado di regolarne la velocità in modo continuo, eliminando gli strappi che si verificavano in concomitanza delle transizioni serie/parallelo dei motori e delle esclusioni delle resistenze del reostato.
L'azionamento col frazionatore elettronico migliora inoltre il rendimento elettrico globale della locomotiva, non più soggetta a forti dissipazioni di potenza sul reostato durante le fasi di avviamento e accelerazione.